# Tudor Cataraga
Tudor Cataraga (n. 4 august 1956, Seliște, RSS Moldovenească, URSS, astăzi în raionul Nisporeni, Republica Moldova – d. 27 decembrie 2010) a fost un artist plastic din Republica Moldova.

## Studii și formarea
1981-1984 - Cursuri de pregătire în atelierele de sculptură, Academia de Arte Frumoase, Sankt Petersburg, Rusia
1990 - Academia de Arte Frumoase, secția sculptură, clasa profesorului Kubasov Serghei, Sankt Petersburg, Rusia
1993 - Membru titular al Uniunii Artiștilor Plastici, Moldova
1997 - Membru AIAP - UNESCO

## Expoziții solo
- 1997 - Casa America Latina, București, România
- 1998 - Muzeul Literaturii Române "Vasile Pogor", Iași, România

## Expoziții grup
1986 - Palatul Tineretului, raionul Petrograd, Sankt Petersburg
1987, 1988 - Centrul Exposițional, Sankt Petersburg
1989 - OHTA, Sankt Petersburg
- "Discipolii Academiilor de Arte din Uniunea Sovietică", Sankt Petersburg
1990 - Centrul Expozițional "C. Brâncuși", Chișinău, Moldova
- "Discipolii Academiilor de Arte din Uniunea Sovietică", Tbilisi, Georgia
- Autumnala, Centrul Expozițional "C. Brâncuși", Chișinău, Moldova
- "Basarabenii la București", ART-EXPO, București, România
1989-1999 - Saloanele Moldovei, Bacău - București - Chișinău
1990 - Galeriile de Artă, Düsseldorf, Germania (expoziție de pictură)
1991 - Parlamentul Ungariei, Budapesta
- Autumnala, Centrul Expozițional "C. Brâncuși", Chișinău, Moldova
1991, 1992 - Limba noastră cea Română, Centrul Expozițional "C. Brâncuși", Chișinău, Moldova
1992-1993 - "Basarabenii la București", ART-EXPO, București, România
1994 - Saloanele de primăvară, Centrul Expozițional "C. Brâncuși", Chișinău, Moldova
1995 - Düsseldorf, Germania
1996 - Budapesta, Ungaria
1999 - Strassburg, Franța 
2000 - Sala Parlamentului României, București
2001 - "1 decembrie - Ziua Națională a României", Centrul Expozițional "C. Brâncuși", Chișinău, Moldova
2001 - Autumnala, Centrul Expozițional "C. Brâncuși", Chișinău, Moldova
2002 - Expoziție de sculptură, Centrul Expozițional "C. Brâncuși", Chișinău, Moldova

## Tabere de creație
- 1992 - Alba-Iulia, România
- 1993 - Centrul "George Apostu", Bacău, România
- 1993 - Moldexpo, Chișinau, Moldova
- 1997- Ateliere, Chișinău, Moldova
- 1998 - Ateliere, Chișinău, Moldova
- 2001 - Chiangciun, provincia Jilin, China

## Lucrările expuse
- Levitație, bronz, lemn, 39x22x5, 1995
- Om pasăre, bronz, 36x19x12, 1995
- Femeia-Arbaletă, bronz, lemn, 26x16x10, 1994

## Lucrări monumentale în for public
- 1994 - "Îngerul de veghe" - Ion Dumeniuc. Piatra. Chișinău, Moldova
- 1992 - "Mihai Eminescu", bronz, Chișinău, Moldova
- 2000 - "Tron Medieval", gresie, Ungheni, Moldova
- 2001 - "Început și sfârșit", granit, Chiangciun, provincia Jilin, China

## Lucrări în colecții publice
Muzeul Național de Arte Plastice, Chișinău, Moldova
Muzeul de Literatură "M. Kogălniceanu", USM, Chișinău, Moldova
Muzeul de Literatură "M. Eminescu", Iași, România
Centrul "George Apostu", Bacău, România
Uniunea Artiștilor Plastici din România, București
Sala Parlamentului din România

## Colecții particulare
Moldova, România, China, Germania, Italia, Rusia, SUA

## Premii
- 1998 - Premiul UAP din România
- 2000 - Medalia "Eminescu", acordată de Președintia României
- 2001 - Ordinul "Steaua României", Titlu de Comandor